# Semiothisa agraptus
Semiothisa agraptus là một loài bướm đêm trong họ Geometridae.